# Magic Blue Airlines
Magic Blue Airlines was een charter luchtvaartmaatschappij met als thuishaven Rotterdam in Nederland. Zij was eerst een vrachtluchtvervoerbedrijf maar vloog sinds eind 2005 met gebruik van BAe ATP vliegtuigen ook passagiers van Luchthaven Schiphol naar de vakantieoorden in het Middellandse Zeegebied. In december 2005 werd de maatschappij failliet verklaard.

## Geschiedenis
De luchtvloot werd in januari 2004 opgezet onder de naam Farnair Europe. Het houdsterbedrijf FN Holding had Magic Blue Airlines volledig in bezit.

## Luchtvloot
De luchtvloot van Magic Blue Airlines bestond uit de volgende vliegtuigen (juli 2005):
- 2 BAe ATP's in vrachtuitvoering
- 3 BAe ATP's die ook voor passagiers geschikt zijn

Alle vliegtuigen waren geleend/geleast van BAE Systems.